# جورج جينينغز
جورج جينينغز (14 يناير 1895 في المملكة المتحدة - 12 يوليو 1959 في المملكة المتحدة) (بالإنجليزية: George Jennings)‏ هو لاعب كريكت بريطاني وبريطاني (وحمل سابقاً جنسية المملكة المتحدة لبريطانيا العظمى وأيرلندا). لعب مع نادي وارويكشاير للكريكيت ‏ وDevon County Cricket Club ‏.

## وصلات خارجية
- جورج جينينغز على موقع إي آس بي آن كريك إنفو (الإنجليزية)